# ورزشگاه متروپولیتانو دکابوداره
ورزشگاه متروپولیتانو دکابوداره (اسپانیایی: Estadio Metropolitano de Cabudare‎) یک ورزشگاه فوتبال واقع در کابودار، ونزوئلا است که در سال ۲۰۰۷ افتتاح شده‌است.
این ورزشگاه که ساخت آن از سال ۲۰۰۵ آغاز شد یکی از ورزشگاه‌های میزبان کوپا آمریکا ۲۰۰۷ بود.